# Сербо-Греческое царство
Сербо-Греческое царство (также Царство сербов и греков, Сербское царство; серб. Српско-грчко царство, Српско царство, Душаново царство) — название средневекового сербского государства, значительно расширившего свою территорию за счёт византийских владений в 1250—1355 годах. Достигло своего апогея в 1355—1356 годах при Стефане Душане, который взял Адрианополь, но вскоре скоропостижно скончался. Важной особенностью создания Сербо-Греческого царства было то, что сербские отряды создали его фактически бескровно, то есть без единой исторически важной битвы: бывшие византийские города либо добровольно сдавались осадившей их сербской армии, либо перешли на сторону сербов в ходе хаотичной византийской гражданской войны, либо были заняты сербами после того, как их население опустошили эпидемии чумы.
Преследуя цель завоевать Византию и Константинополь, Душан в 1345 году провозгласил себя «царём сербов и греков», и разделил свои владения на две части: Сербию, которую он передал в управление своему сыну Урошу, провозглашённому королём, и «греческие земли» Романии — бывшие византийские владения, которые он оставил за собой. Столица царства находилась в Скопье и Призрене.
Период существования царства Душана явился кульминацией в развитии политической мощи средневековой Сербии, на время превратившейся в крупнейшее государство на юго-востоке Европы. Распалось во время правления царя Уроша (ум. 1371). Исторические предания повествуют о гибели «сербского царства» на Косовом поле (1389). Между тем, окончательное завоевание феодально раздробленной Сербии турками произошло только в 1459 году.

## История
Византия и её столица Константинополь привлекали многих правителей славянских государств. Болгарский князь Симеон в 925 году провозгласил себя «царём болгар и греков». Русские летописи повествуют о походах русских князей Олега, Игоря, Святослава на Царьград. Цари Второго Болгарского царства с осознанием собственной царственности, не пытались завоевать Константинополь и создали свой «Новый Царьград» — болгарский город Тырново.

### Завоевания византийских земель

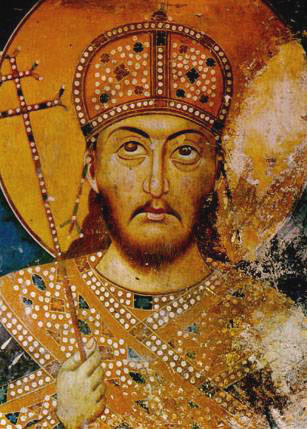
Душан на фреске монастыря Лесново, XIV век

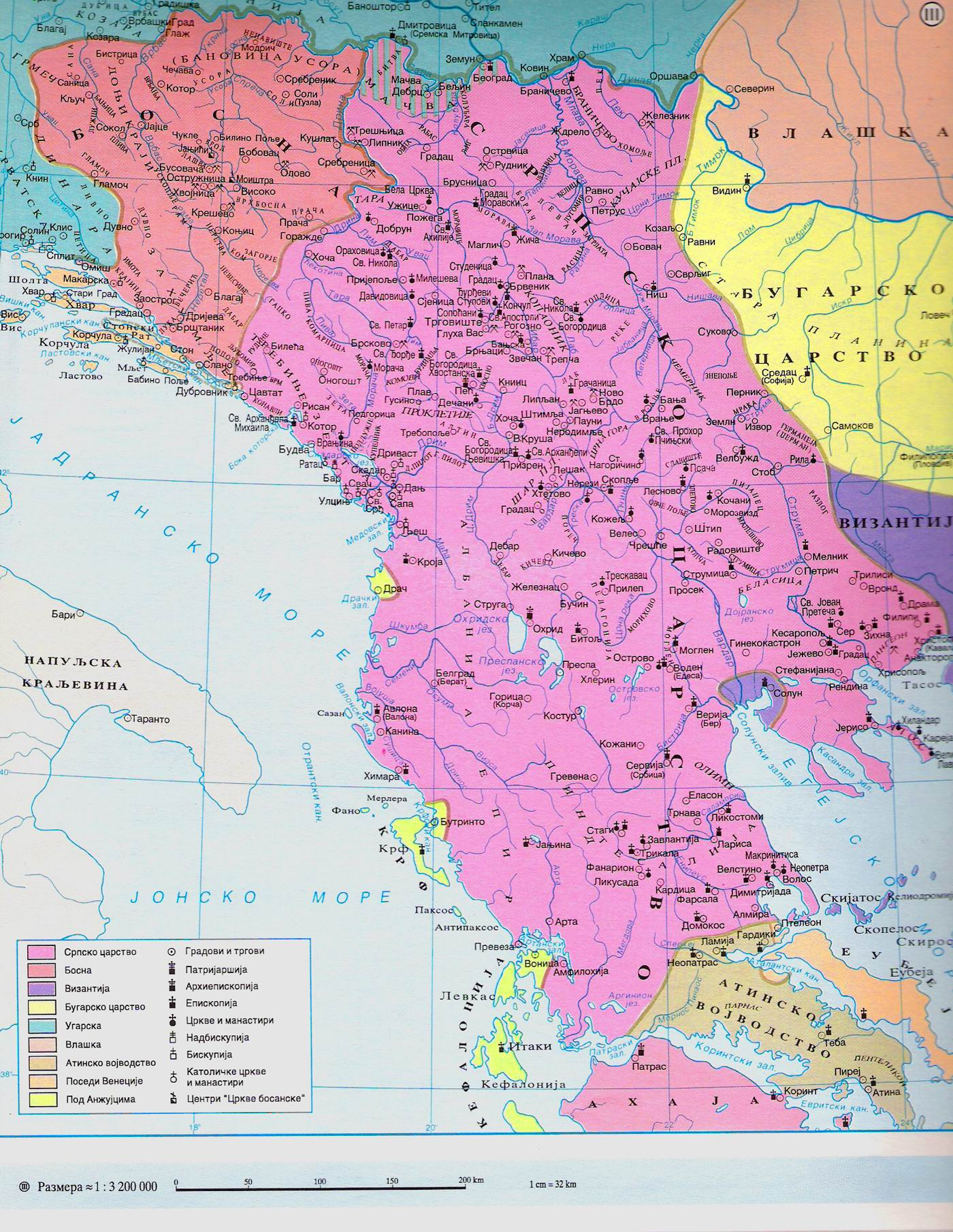
Государство Стефана Уроша IV в период расцвета.

Будущий царь Стефан Душан всё детство с 1 года до 12 лет провёл вместе со своим отцом в изгнании при византийском дворе, где вырос фактически двуязычным. Став сербским королём в возрасте около 23 лет и по-прежнему хорошо владея греческим языком, Стефан уже имел чётко определённую программу завоевания владений Византии и создания нового Сербо-Греческого царства, возглавляемого сербской династией Неманичей. Этой главной задаче была подчинена частично внутренняя политика правителя и вся его внешняя политика, включая отношения с Болгарией, Боснией, Венгрией, Венецианской республикой, а также католической церковью. Воспользовавшись неурядицами в Византии, в 1334 году Стефан двинул свои войска на Македонию. Император Андроник III заключил с Душаном мир, отдав города Прилеп, Струмицу и Охрид. Когда в 1341 году Андроник III умер, Душан возобновил военные действия и занял города Мелник и Воден. Он завоевал почти всю Албанию и в 1345 году полностью овладел Македонией, за исключением города Фессалоники. В том же году на государственном саборе сербский король принял титул «царя сербов и греков» (церк. -сл. царь Срьблıємь и Грькомь), на монетах того периода он фигурировал как «король Рашки и император Романии». В апреле 1346 года он был коронован главою сербской церкви Иоанникием, провозглашённого патриархом без ведома Константинопольской церкви. Этот титул сербского правителя, равно как и новый сан главы сербской церкви, не был признан византийцами. Сербия эпизодически воевала также с Боснией (из-за потерянного прежде Хума) и Венгрией.
В 1338 году Византия сдает туркам-османам Вифинский полуостров — свою последнюю полосу сплошных владений в Вифинии: после этого в Малой Азии у неё здесь остаются лишь три изолированные крепости: Пеги, Гераклея Понтийская и Филадельфия. Однако полный провал на востоке подстегнул императора уделить больше внимания своим европейским делам: в 1340 году опять-таки при помощи 2 000 турецких наёмников айдынского Умур-бея Византии наконец удалось инкорпорировать немалую по балканским меркам территорию Эпирского деспотата. Казалось бы, теперь у империи были все шансы для того, чтобы продолжить своё существование как компактное, но относительно самодостаточное греческое государство. Однако очередная гражданская война разрушила эти планы. В ходе её Душан умело лавировал между различными византийскими стратегами, которые предпочитали сдавать свои города лично ему, а не враждующей греческой стороне. Таким образом он фактически взял на себя роль верховного судьи над более мелкими участниками внутривизантийского конфликта, став победителем ситуации. Однако, как отмечает Никол, сербско-греческий симбиоз, о котором мечтал Душан для создания противовеса османской угрозе, не был таким уж безоблачным: несмотря на огромное уважение сербов ко всему греческому, покоренные греки испытывали большее уважение к неизвестному и гораздо более жёсткому сопернику — османским туркам. Сербов же они считали зазнавшимися варварами, которые сами только недавно освободились от византийского ига. При первой же возможности такие греческие города, как Эдесса и Верья, стремились выйти из-под сербского контроля. Да и в самом Константинополе давнее презрение к сербам, как к бывшим подданным империи, породило парадоксальное желание альянса с турками, что и было сделано.
В 1348 году Душан завоевал Фессалию, Эпир и Акарнанию у Византии.
В 1352 году по приглашению Иоанна IV Кантакузина отряд наёмных солдат, именуемых в хрониках «турками», разместился в византийской крепости Цимпе на северном берегу Дарданелл. Вскоре эти «турки» присягнули на верность сыну Орхана Сулейман-паше, и османы приобрели первый опорный пункт на Балканах.
В 1354 году произошло землетрясение, которое разрушило стены Галлиполи (Гелиболу) и превратило в развалины ряд других городов на северо-западном побережье Мраморного моря. Это ослабление византийских сил позволило османам расширить своё присутствие в Европе.
Византийский император Иоанн V Палеолог выдал за Халила, который был сыном Орхана, свою дочь Ирину в надежде, что Халил наследует своему отцу, и византийские и османские территории объединятся. При османской системе, где все сыновья имели теоретически равные шансы на престолонаследие, такая возможность была. Однако план провалился, поскольку место отца занял старший брат Халила — Мурад, которого отец сделал главнокомандующим на фракийской границе и который завоевал ещё при жизни отца земли в южной Фракии.
Пытаясь упредить османское завоевание Фракии, Душан в 1355 год устремился в окрестности Адрианополя, хотя сведений о покорении им этого города нет, но было уже поздно.

### Государственное устройство
Различие между старыми сербскими и «греческими землями», вошедшими в состав сербского государства в результате завоеваний византийских владений, появилось при короле Милутине (правл. 1282—1321). Стефан разделил свои владения на две части: Македония, Албания и греческие земли оставались под управлением Душана, Сербия же отходила под управление его сына Уроша, провозглашённого королём. Этим разделением Стефан подчёркивал намерение завершить завоевание балканских владений Византии и стать «царём ромеев», мечтая овладеть Константинополем. Соратники царя получили земельные владения огромных размеров. Влияние византийской культуры в сербских землях обнаруживалось в придворном церемониале, законодательстве, искусстве и литературе. Наместники в византийских землях получили титулы кесарей, деспотов, севастократоров. Высшие должности в греческих владениях были отданы грекам, которые, вероятно, сохранили свои феодальные владения. Македонские города, население которых было в основном греческим, сохранили прежние привилегии. Греческие монастыри и священнослужители получили богатые подарки от сербского царя. Было введено законодательство по греческому образцу, включая переведённые на сербский язык Кодекс Юстиниана, Синтагму Матвея Властаря и новый документ — «Законник» Стефана Душана, который был принят на саборе Скопье в 1349 году и сохранил сербские нормы. Сербо-Греческое царство было крупнейшим государством на юго-востоке Европы.

### Распад Сербо-Греческого царства

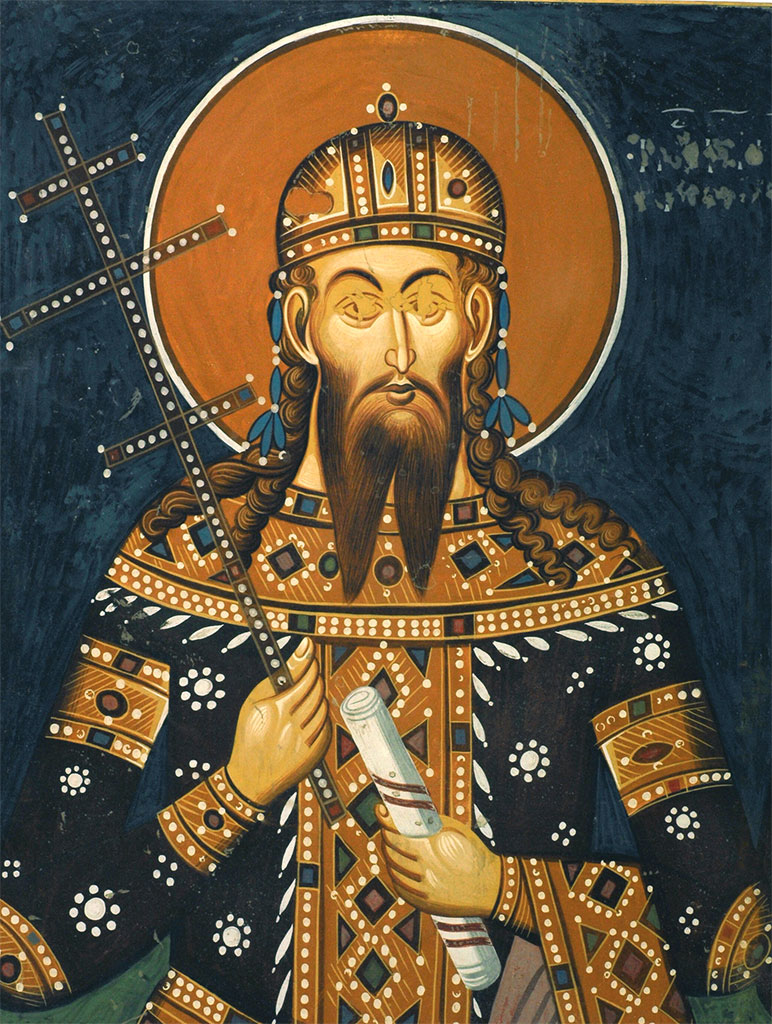
Урош Слабый на фреске монастыря в Псачи, XIV век

Первые признаки шаткости созданного Душаном государства проявились при жизни правителя. При наследнике Душана — царе Уроше благодаря возросшей мощи сербской властелы произошёл быстрый распад единого государства, от которого вскоре отпали Эпир, Албания и Фессалия. Сводный брат умершего Душана эпирский правитель Симеон, задумав свергнуть Уроша, в 1356 году в городе Костуре провозгласил себя царём. Однако, мечте Симеона не суждено было сбыться из-за начавшейся в греческих землях борьбы за власть. Власть царя в Македонии, над которой нависла угроза со стороны турок после завоевания ими Фракии в 1359—1360 годах, была призрачной: областью правили Вукашин, провозгласивший себя королём, с братом Углешей и другие владетели. Старые сербские земли раздирали феодальные междоусобицы, подогреваемые вмешательством Венгрии. В Косово правил князь Воислав Войнович. С этим правителем враждовали зетские правители Балшичи, в 1366 году отказавшиеся признавать власть царя Уроша. Областью в центральной Сербии овладел князь Лазарь. В Подринье, Ужице и Руднике возвысился Никола Алтоманович. В 1371 году царь Урош умер. Столицей Сербии в том же году, в связи с турецкой экспансией, сделался Крушевац (владения князя Лазаря).
Распад державы, созданной царём Душаном, не был концом единой сербской государственности. При Стефане Лазаревиче (правл. 1389—1427) Сербия была на время восстановлена в границах, близких к государству Неманичей.

## Византийско-сербская граница
К концу XII века Византия, сама попавшая в зависимость от итальянских торговых республик и уступившая туркам Анатолию, ослабла настолько, что сербские земли смогли освободиться от византийского правления и его налогов. Сербские феодалы, опираясь на поддержку народных масс, постепенно начинают осознавать свою мощь. Разгром Византии крестоносцами, демографический упадок греческого народа и образование обширного геополитического вакуума на юге Балкан привлекает пристальное внимание сербских феодалов.
В 1250-х годах XIII века на границе двух государств начинаются пограничные стычки, в результате которых области Верхнего и Нижнего Пологов, а также земли около Прилепа и Охрида, в том числе и Косово Поле неоднократно переходят из рук в руки. На протяжении 1260-х годов начинается серия византийско-сербских столкновений, в результате которой только-только восстановленная, но крайне ослабленная империя теряет выход к Адриатике и значительную полосу северо-западных владений. Ко времени отправки посольства патриарха Иосифа в конце 60-х годов Византия уже не контролировала области Верхнего и Нижнего Пологов. Земли у города Липляна также уже не входили в состав Византии. На тот момент византийско-сербская граница проходила к северу от Охрида, который, как сообщает Пахимер, был последним городом империи на пути посольства. Однако Константин Палеолог в первом же ответном византийском походе на сербов отвоевал оба Полога, Злетово, Пиянец, Скопле, Овче Поле и несколько поумерил пыл сербов. Вплоть до 1297 года вдоль сербско-византийской границы существенных столкновений не было, и граница проходила примерно по линии Струмица-Просек-Прилеп-Охрид-Кройа.
В 1299 году Византия и Сербия заключили важный международный договор, в целом выгодный для сербской стороны, который в том числе подтвердил смещение общей границы на юг, но с некоторыми добровольными уступками в пользу Византии в обмен на признание последней нового международного авторитета Сербии в качестве балканского царства. Мирный договор с сербами был крайне важен для Византии, поскольку вести войну на два фронта стране было уже не под силу: к 1300 году империя лишилась до 80 % своих малоазийских владений середины XIII века в результате продолжающихся турецких захватов, которые усилились после 1280 года, затем повторно после 1300 и 1320 годов.

## Идея восстановления царства в Новое время
Возможность возрождения царства Душана наиболее полно была описана сербским историком Йованом Раичем в сочинении «Истории разных славянских народов» (1794—1795), об этом писали и другие авторы XVIII века. «Начертание» Илии Гарашанина 1844 года ставило целью воссоздание средневекового Сербского царства. С предложением создать Славяно-сербское царство со столицей в Дубровнике и под покровительством России выступал в 1806 году черногорский владыка Пётр I Петрович.